# Державна премія України в галузі науки і техніки
Держа́вна пре́мія Украї́ни в га́лузі нау́ки і те́хніки — щорічна державна нагорода України.
15 квітня 2021 року Верховна Рада України прийняла Закон № 1399-IX «Про внесення змін до статті 11 Закону України „Про державні нагороди України“», яким перейменувала Державну премію України в галузі науки й техніки в Національну премію України імені Бориса Патона. Особи, нагороджені Державною премією України в галузі науки й техніки, мають права та обов'язки осіб, нагороджених Національною премією України імені Бориса Патона.

## Історія премії
- Заснована постановою ЦК Компартії України та Ради Міністрів УРСР від 23 квітня 1969 року як Державна премія Української РСР в галузі науки і техніки.
- 25 жовтня 1991 року Кабінет Міністрів України перейменував Державну премію Української РСР в галузі науки й техніки та за видатні досягнення у праці та науково-технічній творчості у Державну премію України в галузі науки і техніки[2].
- 31 травня 2016 року Президент України Петро Порошенко підписав указ[3], яким затверджено в новій редакції Положення про Державну премію України в галузі науки й техніки, внесені зміни до Положення про Комітет з Державних премій України в галузі науки та техніки. Щорічно присуджуватимуть до п'ятнадцяти Державних премій, а кількість співавторів кожної наукової роботи, яких висуватимуть для відзначення, складатиме не більше восьми осіб[4].
- 15 квітня 2021 року Верховна Рада України ухвалила рішення про перейменування Державної премії України в галузі науки та техніки в Національну премію України імені Бориса Патона[1][5].
- 14 травня 2021 року Президент України Володимир Зеленський востаннє вручив відзнаки Державної премії України в галузі науки і техніки лауреатам 2020 року[6].

## Порядок присудження премії
Премію присуджували:
- за видатні наукові дослідження, які сприяють подальшому розвитку гуманітарних, природничих, технічних наук, позитивно впливають на суспільний прогрес і утверджують високий авторитет вітчизняної науки у світі;
- за розроблення та впровадження нової техніки, матеріалів і технологій, нових способів і методів лікування та профілактики захворювань, що відповідають рівню світових досягнень;
- за роботи, які становлять значний внесок у розв'язання проблем охорони довкілля та забезпечення екологічної безпеки;
- за створення підручників для середніх загальноосвітніх, професійно-технічних і вищих навчальних закладів, що відповідають сучасним вимогам і сприяють ефективному опануванню знань, істотно впливають на поліпшення підготовки майбутніх спеціалістів.

На здобуття Державної премії висувались наукові роботи та підручники, опубліковані у завершеному вигляді не менше, ніж за рік до їх висунення, а також освоєні у виробництві роботи у галузі техніки, матеріалів, технологій.
- Щорічна кількість Державних премій. Щорічно присуджували до 15 Державних премій, у тому числі до 4 — за роботи, що становлять державну таємницю.

- Розмір Державної премії визначався щороку Президентом України за пропозицією Комітету з Державних премій України в галузі науки і техніки. До 1989 року розмір Державної премії складав 2500 карбованців. Найбільший номінальний розмір Державної премії був у 1996 році, складаючи 500 млн крб. 1996 року розмір премії складав 10 тис. грн, у 2010 році — 180 тис. грн.[7]
- У 2016 р. розмір Державної премії становив 250 тис. грн.

Облікова картка лауреата Державної премії УРСР в галузі науки і техніки (1974 р.)

Облікова картка лауреата Державної премії УРСР в галузі науки і техніки (1979 р.)

Висунення робіт на здобуття Державної премії провадилось установами Національної Академії Наук України, Академії медичних наук України, Української академії аграрних наук, Академії педагогічних наук України, Академії правових наук України, керівними органами громадських наукових та науково-технічних організацій, колегіями міністерств, інших центральних органів виконавчої влади, науково-технічними та вченими радами наукових організацій, вищих навчальних закладів із забезпеченням широкої гласності.

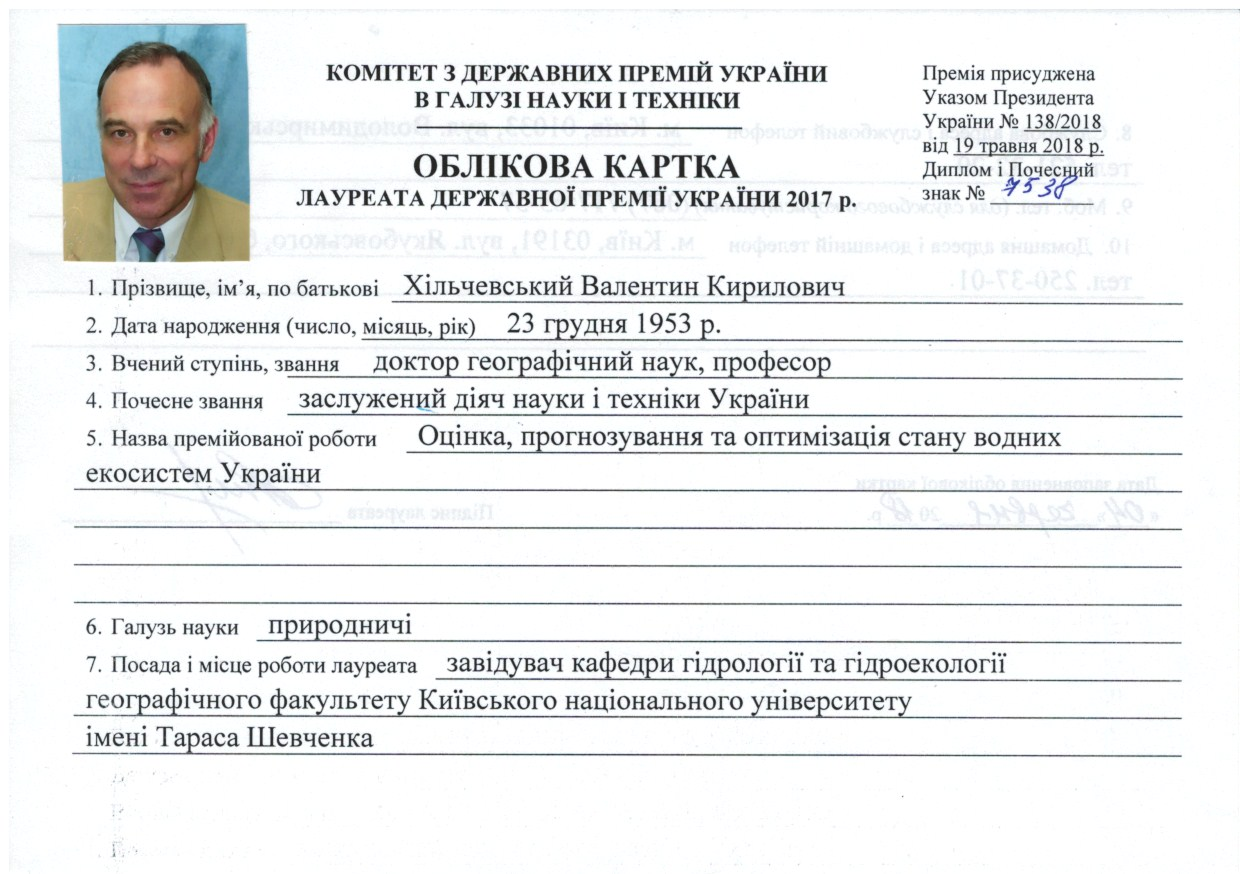
Облікова картка лауреата Державної премії України в галузі науки і техніки (2017 р.)

Висунення підручників на здобуття Державної премії провадилось колегією Міністерства освіти й науки України.
- Термін подання робіт. Роботи, висунуті для участі у конкурсі, подавались Комітету з Державних премій щорічно до 1 квітня.
- Кількість осіб в колективі претендентів. Колектив претендентів, робота якого висувалась на здобуття Державної премії, не могла перевищувати 8 осіб і мала включати тих осіб, які були безпосередніми учасниками виконання роботи й творчий внесок яких є найбільш визначним.

Відбір кандидатів до складу колективу претендентів, робота якого висувалась на здобуття Державної премії, провадилась за місцем їх роботи шляхом таємного голосування.
Не допускалось включення до колективу претендентів осіб, які виконували лише адміністративні, консультаційні чи організаторські функції.
- Підсумкове обговорення у Комітеті з Державних премій робіт та осіб, яким за відповідні роботи пропонувалось присудити Державні премії, здійснювалось з ґрунтовним аналізом правдивості одержаних у роботах результатів наукової (науково-технічної) діяльності, розглядом одержаних документів, експертних висновків, зауважень і пропозицій. Як правило, це відбувалось в грудні.
- За результатами такого обговорення Комітет приймав рішення щодо внесення Президентові України пропозицій про присудження Державних премій особам за відповідні роботи.

- Указ Президента України про присудження Державних премій видавався, як правило, за два тижні до професійного свята працівників науки — Дня науки, що відзначається в третю суботу травня.

Лауреатові Державної премії вручались в урочистій обстановці Диплом і нагрудний знак лауреата встановлених зразків, а також виплачувалась грошова частина Державної премії. У разі присудження однієї Державної премії колективу Диплом і нагрудний знак лауреата вручались кожному лауреатові, а грошова частина Державної премії ділилась між ними порівну.

## Опис нагрудного знака лауреата премії
- Нагрудний знак лауреата Державної премії України в галузі науки й техніки виготовлявся з позолоченого томпаку і мав форму круглої медалі діаметром 25 мм.
- На лицьовому боці зображено розгорнуту книгу на фоні шестерні, над якою вміщено стилізоване зображення атома. По колу зображення обрамлено вінком з колосками пшениці.
- Всі зображення рельєфні. Медаль має бортик.
- На зворотному боці медалі розміщено зображення Знака Княжої Держави Володимира Великого, під яким — напис «Лауреат Державної премії України в галузі науки і техніки» і вигравійовано порядковий номер нагрудного знака.
- За допомогою кільця з вушком медаль з'єднується з колодкою, яка має форму прямокутної металевої пластинки заввишки 15 мм і завширшки 25 мм. Верхня і нижня частини колодки мають прорізи, через які поверхню колодки обтягнуто шовковою муаровою стрічкою зі смужками синього та жовтого кольорів.
- На зворотному боці колодки є застібка для прикріплення нагрудного знака до одягу.

## Лауреати

### Неодноразові лауреати
Дворазові:
- доктор біологічних наук Зеров Дмитро Костянтинович (1969, 1983)
- доктор технічних наук Писаренко Георгій Степанович (1969, 1980)
- доктор фізико-математичних наук Литовченко Володимир Григорович (1970, 1997)
- доктор технічних наук Вишенчук Ігор Михайлович (1970, 1985)
- доктор фізико-математичних наук Глушков Віктор Михайлович (1970, 1981)
- доктор технічних наук Сацький Віталій Антонович (1970, 2001)
- доктор фізико-математичних наук Галкін Олександр Олександрович (1971, 1982)
- доктор фізико-математичних наук Залюбовський Ілля Іванович (1971, 1993)
- доктор технічних наук Новожилов Михайло Галактіонович (1972, 1983)
- доктор технічних наук Асніс Аркадій Юхимович (1972, 1982)
- доктор геолого-мінералогічних наук Тяпкін Костянтин Федорович (1972, 1996)
- доктор медичних наук Кавецький Ростислав Євгенович (1972, 1981)
- кандидат технічних наук Поташник Семен Ізраїльович (1972, 2005)
- доктор технічних наук Вихлевщук Валерій Антонович (1972, 2001)
- доктор фізико-математичних наук Масалов Сергій Олександрович (1972, 1989)
- доктор медичних наук Григоров Юрій Григорович (1989, 1997)

Триразові:
- доктор технічних наук Морозов Анатолій Олексійович (1970, 1992, 1998)
- доктор фізико-математичних наук Бар'яхтар Віктор Григорович (1971, 1986, 1999)

Чотириразові:
- доктор фізико-математичних наук Сергієнко Іван Васильович (1972, 1993, 1999, 2005)